# Haimbach
Haimbach is een plaats in de Duitse gemeente Fulda, deelstaat Hessen, en telt 2229 inwoners (2002).